# 데메트 아크바
데메트 아크바(튀르키예어: Demet Akbağ, 1959년 12월 23일 ~ )는 튀르키예의 배우이다. 2001 안탈리아 국제 영화제 황금오렌지상 여우주연상 수상자이다.